# Ghawgha Taban
Ghawgha Taban (Afeganistão) é uma cantora e compositora afegã.
Desde 2016, dedica-se profissionalmente à música. As letras das suas canções denunciam o patiment social pelos conflitos e a situação das meninas e as mulheres do Afeganistão. Entre as suas obras mais conhecidas, está a amúsica e poema "Te beso no meio dos talibãs" (Beijo você em meio aos talibãs) de Ramin Mazhar e "Tabassum" dedicada aos meninos que presenciaram a guerra. Algumas de suas composições se converteram em hinos da resistência contra os talibãs.
Em 2021, foi escolhida como uma das 100 mulheres mais inspiradoras do mundo pela BBC.